# Блох, Роберт
Роберт Альберт Блох (англ. Robert Albert Bloch, 5 апреля 1917 — 23 сентября 1994) — американский писатель-фантаст. С детства был большим поклонником творчества Г. Ф. Лавкрафта, с которым некоторое время состоял в переписке. Автор романа «Психо», впоследствии экранизированного Альфредом Хичкоком и Гасом Ван Сэнтом. Является создателем Людвига Принна и его книги-новодела «Тайны червя» «Des vermis mysteriis». Написал сотни рассказов и более тридцати романов. Обладатель премий Хьюго, Брэма Стокера, Всемирной премии фэнтези.

## Ранние годы
Блох родился в Чикаго, в семье немецких евреев: банковского кассира Рафаэля «Рея» Блоха (1884—1952) и социальной работницы Стеллы Леб (1880—1944). Семья Блоха переехала в Мейвуд, пригород Чикаго, когда Роберту было пять лет. Блох посещал там методистскую церковь, несмотря на еврейское происхождение и учился в гимназии Эмерсона. В 1925 году, в возрасте восьми лет, он посетил вечерний показ фильма Лона Чейни-старшего «Призрак оперы» (1925). Сцена, где Чейни снимает маску, напугала молодого Блоха («это напугало меня до чертиков, и я побежал всю дорогу домой, чтобы насладиться первым из примерно двух лет повторяющихся кошмаров»). Это также пробудило в нем интерес к ужасам. Блох был не по годам развитым ребенком и в восемь лет пошел в четвертый класс. Он также получил пропуск в взрослое отделение публичной библиотеки, где читал всеядно литературу. Блох считал себя подающим надежды художником и работал с карандашными набросками и акварелью, но развившаяся близорукость в подростковом возрасте помешала его карьере в искусстве. Его страстью были свинцовые игрушечные солдатики немецкого производства и немое кино.
В 1929 году отец Блоха Рэй Блох потерял работу в банке, и их семья переехала в Милуоки, где его мать Стелла работала в магазине в поселении еврейского типа. Роберт учился в Вашингтоне, затем в средней школе Линкольна, где встретил друга на всю жизнь Гарольда Гауэра. Гауэр был редактором литературного журнала Линкольна The Quill, который опубликовал первый рассказ ужасов Блоха «Нечто» («Тварь», а в названии было Смерть). Блох и Гауэр окончили Линкольн в 1934 году[ в разгар Великой депрессии. Блох работал на драматическом факультете Линкольна и выступал в школьных водевилях.

## Карьера

### Weird Tales
В 1930-е годы Блох был заядлым читателем бульварного журнала Weird Tales, который он открыл для себя в возрасте десяти лет в 1927 году. Блох посещал депо на Северо-Западной железной дороги Чикаго вместе с его родителями и тетей Лил, которая предложила купить в газетном киоске ему любой журнал, который он захотел, и он выбрал «Weird Tales» (выпуск за август 1927 года), несмотря на ее шокированный протест. Он начал чтение журнала с первой истории Отиса Адельберта Клайна «Невеста Осириса», в которой рассказывалось о секретном египетском городе под названием Карнетер, расположенном под Чикаго, где родился Блох. Депрессия пришла в начале 1930-х годов. Позже, принимая Премию за выдающиеся заслуги на Первом Всемирном съезде фэнтези (1975), он вспоминал, что «времена были очень тяжелые, а Weird Tales стоили двадцать пять центов, тогда как большинство журналов стоили десять центов. Я помню, это означало много для меня». Блох рассказал, как он вставал очень рано в последний день месяца, сэкономив двадцать пять центов из своего ежемесячного пособия в один доллар, и бежал в магазин табачных изделий и журналов, чтобы купить новый выпуск Weird Tales, а иногда тайно проносил его домой под пальто, если обложка была особенно откровенной. Его родителей не впечатлили сексуальные обложки журнала Хью Доака Рэнкина, и когда в 1928 году семья Блохов переехала в Милуоки, молодой Блох постепенно отказался от своего интереса. Но к тому времени, когда он пошел в среднюю школу, он вернулся к чтению Weird Tales, когда лечился от гриппа.

### Лавкрафт
В детстве зачитывался произведениями Говарда Лавкрафта, с которым у него завязалась переписка вплоть до смерти последнего в 1937 году. Первым из рассказов Лавкрафта, который он прочитал, была «Модель Пикмана» в журнале «Weird Tales» за октябрь 1927 года. Блох писал: «В школе мне приходилось продираться сквозь произведения Оливера Венделла Холмса, Джеймса Лоуэлла и Генри Уодсворта Лонгфелло. В „Модели Пикмана“ всех троих съели гули. Вот это, решил я, было поэтической справедливостью». Будучи подростком, Блох написал Лавкрафту фанатское письмо (1933), спрашивая, где он может найти копии более ранних рассказов Лавкрафта, которые Блох пропустил. Лавкрафт одолжил их ему и дал спросил, написал ли Блох какие-нибудь Странные произведения, и если да, то может ли он увидеть их образцы. Блох принял предложение Лавкрафта в конце апреля 1933 года, отправив ему два коротких рассказа: «Виселица» и еще одно произведение, название которого неизвестно.
В одном из первых писем именитый прозаик написал Блоху: «В вашем слоге есть нечто, заставляющее меня думать, что, возможно, вы и сами смогли бы написать что-нибудь. Почему бы вам не сочинить пару-другую новых историй? Я буду весьма рад высказать вам своё мнение о них». Блох отправил своему корреспонденту несколько «чрезвычайно плохих», по его словам рассказов, которые встретили одобрение Лавкрафта.
Лавкрафт также предложил Блоху написать другим членам Круга Лавкрафта, включая Августу Дерлету, Р. Х. Барлоу, Кларку Эштону Смиту, Дональду Вандри, Фрэнку Белнапу Лонгу, Генри С. Уайтхеду, Э. Хоффману Прайсу, Бернарда Остина Дуайера и Дж. Вернона Ши. Первыми законченными рассказами Блоха были «Лилии», «Смех юного гуля» и «Черный лотос». Блох отправил их в Weird Tales; редактор Фарнсворт Райт категорически отверг их все. Однако Блох успешно поместил «Лилии» в любительский журнал «Marvel Tales» (зима 1934 г.) и «Черный лотос» в «Необычные истории» (1935 г.). Позже Блох прокомментировал: «Я решил, что мне лучше заняться чем-то другим, иначе я стану флористом».
Блох окончил среднюю школу в июне 1934 года. Затем он написал рассказ, который сразу же (шесть недель спустя) был продан журналу Weird Tales. Первой публикацией Блоха в Weird Tales было письмо с критикой рассказов Роберта Говарда о Конане. Его первыми профессиональными продажами в журнале Weird Tales в возрасте 17 лет (июль 1934 г.) были рассказы «Пир в аббатстве» и «Тайна в гробнице». «Пир…» появился первым, в январском номере 1935 года, который фактически поступил в продажу 1 ноября 1934 года; «Тайна в гробнице» появилась в журнале «Weird Tales» в мае 1935 года.
Переписка Блоха с Дерлетом привела к визиту в дом Дерлета в Саук-Сити, штат Висконсин (штаб-квартира Arkham House). На Блоха произвел впечатление Дерлет, который «оправдал мои ожидания как писателя, надев этот фиолетовый бархатный смокинг. Это впечатлило меня еще больше, потому что Дерлет даже не курил». После этого и продолжения переписки с Лавкрафтом. Блох отправился в Чикаго и познакомился с Фарнсвортом Райтом, редактором Weird Tales. Он также встретил одного из авторов Wierd Tales, с которым он столкнулся, — Отто Биндера.
Ранние рассказы Блоха находились под сильным влиянием Лавкрафта. Действительно, действие ряда его рассказов происходит в окружении Лавкрафта. К ним относятся «Темный демон», в котором персонаж Гордон является фигурой Лавкрафта и в котором фигурирует Ньярлатхотеп; «Безликий Бог» (с участием Ньярлатхотепа); «Смех вурдалака» (написанный в манере Лавкрафта) и «Невыразимая помолвка» (смутно связанный). Именно Блох изобрел, например, часто цитируемые запретные книги De Vermis Mysteriis и Cultes des Goules. Многие другие истории под влиянием Лавкрафта были позже попали в сборник Блоха «Тайны червя» (теперь в третьем, расширенном издании). В 1935 году Блох написал рассказ «Слуги сатаны», по поводу которого Лавкрафт дал много советов, но ни одно слово не принадлежало Лавкрафту; этот рассказ не появлялся в печати до 1949 года в журнале «Something About Cats and Other Pieces».
В 1935 году Лавкрафт создал рассказ «Обитающий во мраке», в котором прототипом героя Роберта Блейка стал Роберт Блох, которому он был посвящён. Незадолго до этого Блох написал рассказ «Звездный бродяга», написанный в духе «Мифов Ктулху». Блох стал единственным человеком, которому Лавкрафт когда-либо посвящал рассказ. В рассказе «Звездный бродяга» умирает персонаж, представляющие Лавкрафтом, а герой Блоха жил по тому же адресу (620 East Knapp Street) в Милуоки. (У Блоха даже был подписанный сертификат от Лавкрафта, дающий Блоху разрешение убить персонажа самого Лавкрафта по сюжету). Позже Блох вспоминал: «Поверьте мне, вне всякого сомнения, я не знаю никого другого, кого бы я предпочел убить». Позже Блох написал третью историю, «Тень от шпиля», продолжая историю там, где закончился «Призрак тьмы» («Weird Tales», сентябрь 1950 г.).
Смерть Лавкрафта в 1937 году глубоко повлияла на Блоха, которому тогда было всего 20 лет. Он вспоминал: «Часть меня умерла вместе с ним, я думаю, не только потому, что он не был богом, а был смертен, и это правда, но и потому, что он получил настолько мало признания при жизни. Ведь, не было опубликовано ни романов, ни сборников, не было большого осознания, даже здесь, в Провиденс, того, что это за утрата»; тем более, что мир в целом проигнорировал кончину автора. Только мои родители и несколько корреспондентов, казалось, почувствовали мой шок и мои чувства, и что часть меня умерла вместе с ним".
После смерти Лавкрафта в 1937 году Блох продолжил писать для журнала Weird Tales, где стал одним из самых популярных авторов. Он также начал сотрудничать с другими журналами, такими как научно-фантастический журнал Amazing Stories. Блох расширил рамки своей художественной литературы. Его темы ужасов включали вуду («Мать змей»), жестокость («Канарские острова Мандарина»), одержимость демонами («Плата скрипача») и черную магию («Возвращение в Шабаш»). Первый рассказ «Лилии» Блох опубликовал в полупрофессиональном журнале «Marvel Tales» в 1934 году. В 1935—1945 годах опубликовал более сотни рассказов ужасов и фэнтези в разных журналах, в том числе, в соавторстве с Генри Каттнером, а некоторые написал под псевдонимом «Tarleton Fiske». Блох посетил Генри Каттнера в Калифорнии в 1937 году. Первый научно-фантастический рассказ Блоха «Тайна обсерватории» был опубликован в журнале «Amazing Stories» (август 1938 года).

### Дальнейшая карьера
В 1945 году в качестве сценариста участвовал в создании популярного радиошоу «Stay Tuned for Terror». Первая книга — изданная в Великобритании брошюра «Sea-Kissed» (сборник, 1945). В том же 1945 году издательство «Arkham House» издает большой том рассказов Блоха «The Opener of the Way». Позже Блох перешел к созданию отдельной серии произведений из его «египетского цикла».
Стивен Кинг сравнил три психологических романа Блоха («Шарф», «Мертвая голова», «Психо») с Джеймсом М. Кейном («Почтальон всегда звонит дважды», «Двойная страховка», «Милдред Пирс»): «По-своему романы, написанные Робертом Блохом в пятидесятых годах, повлияли на американскую литературу почти так же, как романы Кейна тридцатых годов, где главный герой был внешне бесчувственный, но в глубине души добросердечный парень».
В 1970 году Блох был избран на пост председателя Ассоциации детективных писателей США.

## Личная жизнь
Первый брак Роберт Блох заключил по расчёту, чтобы его не призвали в армию. Его жена, Марион, страдала от туберкулёза костей и в 1953 году они переезжают в Веяувегу — родной город Марион, чтобы она была поближе к друзьям и семье. Марион в конечном итоге излечилась от туберкулёза, и они развелись в 1963 году, их дочь Салли (р. 1943) осталась жить с отцом.
В 1964 году Блох встретил недавно овдовевшую Элеонору Александр. Они поженились 16 октября этого же года, провели медовый месяц на Таити, а в 1965 уехали в Лондон. Роберт и Элеонора жили в счастливом браке до самой смерти Блоха.

## Некролог
В августе 1994 года Роберт Блох публикует свой собственный некролог. «Locus» называет это шуткой человека, который всю жизнь писал о смерти. Но ровно через месяц Роберт Блох умирает от рака. Он был кремирован и похоронен в Зале молитв (англ. Room of Prayer) колумбария на Вествудском кладбище в Лос-Анджелесе. Его жена Элли похоронена там же.

### Романы
Блох написал сотни рассказов и более тридцати романов.
| Год  | Тип   | Название               | Оригинальное название      |
| ---- | ----- | ---------------------- | -------------------------- |
| 1947 | роман | Шарф                   | The Scarf                  |
| 1954 | роман | Паутина                | Spiderweb                  |
| 1954 | роман | Похититель             | The Kidnapper              |
| 1954 | роман | Воля к убийству        | The Will to Kill           |
| 1958 | роман | Падающая звезда        | Shooting Star              |
| 1959 | роман | Психо                  | Psycho                     |
| 1961 | роман | Поджигатель            | Firebug                    |
| 1962 | роман | Кушетка                | The Couch                  |
| 1962 | роман | Террор                 | Terror                     |
| 1968 | роман | Звездный охотник       | The Star Stalker           |
| 1969 | роман | Досье Тодда            | The Todd Dossier           |
| 1971 | роман | Ранний предпросмотр    | Sneak Preview              |
| 1971 | роман | Это все в твоем уме    | It’s All in Your Mind      |
| 1972 | роман | Царство ночи           | Night World                |
| 1974 | роман | Американская готика    | American Gothic            |
| 1978 | роман | Странные эоны          | Strange Eons               |
| 1979 | роман | Змей в Эдеме           | There is a Serpent in Eden |
| 1982 | роман | Психоз 2               | Psycho II                  |
| 1983 | роман | Сумеречная зона: фильм | Twilight Zone: The Movie   |
| 1984 | роман | Ночь Потрошителя       | Night of the Ripper        |
| 1989 | роман | Лори                   | Lori                       |
| 1990 | роман | Дом психопата          | Psycho House               |
| 1990 | роман | Наследие Джекила       | The Jekyll Legacy          |

### Повести
| Год  | Тип     | Название                 | Оригинальное название |
| ---- | ------- | ------------------------ | --------------------- |
| 1951 | повесть | Мёртвые не умирают!      | The Dead Don’t Die!   |
| 1955 | повесть | Русалка мистера Маргейта | Mr. Margate’s Mermaid |
| 1955 | повесть | Большой запой            | The Big Binge         |
| 1957 | повесть | До Египта                | Before Egypt          |
| 1958 | повесть | Эта переполненная Земля  | This Crowded Earth    |
| 1960 | повесть | Мертвый удар             | The Dead Beat         |
| 1968 | повесть | Женский день             | Ladies' Day           |
| 1969 | повесть | Грувиленд                | Groovyland            |
| 1983 | повесть | Билл                     | Bill                  |
| 1983 | повесть | Цвести                   | Bloom                 |
| 1983 | повесть | Хелен                    | Helen                 |
| 1983 | повесть | Валентина                | Valentine             |

### Рассказы
| Год  | Тип     | Название                             | Оригинальное название                             |
| ---- | ------- | ------------------------------------ | ------------------------------------------------- |
| 1934 | рассказ | Смех гуля                            | The Laughter of a Ghoul                           |
| 1934 | рассказ | Лилии                                | Lilies                                            |
| 1935 | рассказ | Окончательный ультиматум             | The Ultimate Ultimatum                            |
| 1935 | рассказ | Пир в аббатстве                      | The Feast in the Abbey                            |
| 1935 | рассказ | Тайна гробницы                       | The Secret in the Tomb                            |
| 1935 | рассказ | Звездный бродяга                     | The Shambler from the Stars                       |
| 1935 | рассказ | Чёрный лотос                         | Black Lotus                                       |
| 1935 | рассказ | Тайна гробницы                       | The Secret in the Tomb                            |
| 1935 | рассказ | Самоубийство в кабинете              | The Suicide in the Study                          |
| 1936 | рассказ | Тёмный демон                         | The Dark Demon                                    |
| 1936 | рассказ | Безликий бог                         | The Faceless God                                  |
| 1936 | рассказ | Открывающий пути                     | The Opener of the Way                             |
| 1936 | рассказ | Кладбищенский ужас                   | The Grinning Ghoul                                |
| 1936 | рассказ | Матерь Змей                          | Mother of Serpent                                 |
| 1936 | рассказ | Проклятие друидов                    | The Druidic Doom                                  |
| 1937 | рассказ | Куколка                              | The Mannikin                                      |
| 1937 | рассказ | Зловещий поцелуй                     | The Black Kiss                                    |
| 1937 | рассказ | Выводок Бубастис                     | The Brood of Bubastis                             |
| 1937 | рассказ | Тварь из склепа                      | The Creeper in the Crypt                          |
| 1937 | рассказ | Храм Чёрного Фараона                 | Fane of the Black Pharaoh                         |
| 1937 | рассказ | Тайна Себека                         | The Secret of Sebek                               |
| 1937 | рассказ | Бард в руке                          | A Bard in the Hand                                |
| 1937 | рассказ | Что каждый молодой гуль должен знать | What Every Young Ghoul Should Know                |
| 1937 | рассказ | Клыки возмездия                      | Fangs of Vengeance [под псевдонимом Nathan Hindin |
| 1938 | рассказ | Глаза мумии                          | The Eyes of the Mummy                             |
| 1938 | рассказ | Раб огня                             | Slave of the Flames                               |
| 1938 | рассказ | Жуки                                 | Beetles                                           |
| 1938 | рассказ | Гончая Педро                         | The Hound of Pedro                                |
| 1938 | рассказ | Канарейка императора                 | The Mandarin’s Canaries                           |
| 1938 | рассказ | Секрет обсерватории                  | Secret of the Observatory                         |
| 1938 | рассказ | Возвращение на шабаш                 | Return to the Sabbath                             |
| 1939 | рассказ | Плащ                                 | The Cloak                                         |
| 1939 | рассказ | Глиняные человечки                   | Mannikins of Horror                               |
| 1939 | рассказ | Небесный близнец                     | Unheavenly Twin                                   |
| 1939 | рассказ | Бездонный пруд                       | he Bottomless Pool                                |
| 1939 | рассказ | Вопрос идентичности                  | A Question of Identity                            |
| 1939 | рассказ | Лунные цветы                         | Flowers from the Moon                             |
| 1939 | рассказ | Проклятие дома                       | The Curse of the House                            |
| 1939 | рассказ | Пять образов смерти                  | Death Has Five Guesses                            |
| 1939 | рассказ | Розовые слоны                        | Pink Elephants                                    |
| 1939 | рассказ | Смертельная хватка                   | The Grip of Death                                 |
| 1939 | рассказ | Тело и разум                         | The Body and the Brain                            |
| 1939 | рассказ | Тот, кто ждёт в глубинах вод         | He Waits Beneath the Sea                          |
| 1939 | рассказ | Камень колдуна                       | The Sorcerer’s Jewel                              |
| 1939 | рассказ | Тёмный остров                        | The Dark Isle                                     |
| 1939 | рассказ | Человек, прошедший сквозь зеркала    | The Man Who Walked Through Mirrors                |
| 1939 | рассказ | Красный пловец                       | The Red Swimmer                                   |
| 1939 | рассказ | Странный полёт Ричарда Клейтона      | The Strange Flight of Richard Clayton             |
| 1939 | рассказ | Музей восковых фигур                 | Waxworks                                          |
| 1939 | рассказ | Смерть это слон                      | Death Is an Elephant                              |
| 1939 | рассказ | Печать Сатира                        | The Seal of the Satyr                             |
| 1939 | рассказ | Тотемный столб                       | The Totem Pole                                    |
| 1940 | рассказ | Повелитель серебряных гигантов       | Master of the Silver Giants                       |
| 1940 | рассказ | Быть собой                           | Be Yourself                                       |
| 1940 | рассказ | Мощь друида                          | Power of the Druid                                |
| 1940 | рассказ | Награда скрипача                     | The Fiddler’s Fee                                 |
| 1940 | рассказ | Писатель-призрак                     | The Ghost-Writer                                  |
| 1940 | рассказ | Королева роботов                     | Queen of the Metal Men                            |
| 1940 | рассказ | Ритуальное вино                      | Wine of the Sabbat                                |
| 1941 | рассказ | Чудовище у красавицы                 | Beauty’s Beast                                    |
| 1941 | рассказ | Работа хорошего рыцаря               | A Good Knight’s Work                              |
| 1941 | рассказ | Дом резни                            | The House of the Hatchet                          |
| 1941 | рассказ | Последний смех                       | Last Laugh                                        |
| 1941 | рассказ | Колдун избирается в шерифы           | A Sorcerer Runs for Sheriff                       |
| 1942 | рассказ | Тёмная сделка                        | Black Bargain                                     |
| 1942 | рассказ | Шумиха вокруг боулера                | Gather «Round the Flowing Bowler»                 |
| 1942 | рассказ | Золотой шанс Левши Фипаeep           | The Golden Opportunity of Lefty Feep              |
| 1942 | рассказ | Ад на земле                          | Hell on Earth                                     |
| 1942 | рассказ | Рывок великана-убийцы                | Jerk the Giant Killer                             |
| 1942 | рассказ | Левша Фип и спящая красавица         | Lefty Feep and the Sleepy-Time Gal                |
| 1942 | рассказ | Коротышка по частям                  | The Little Man Who Wasn’t All There               |
| 1942 | рассказ | Убийца с Луны                        | Murder from the Moon                              |
| 1942 | рассказ | Кошмарный нянь                       | Nursemaid to Nightmares                           |
| 1942 | рассказ | Крысолов против гестапо              | The Pied Piper Fights the Gestapo                 |
| 1942 | рассказ | Деловой этикет                       | A Question of Etiquette                           |
| 1942 | рассказ | Обувь                                | The Shoes                                         |
| 1942 | рассказ | Сын ведьмы                           | Son of a Witch                                    |
| 1942 | рассказ | Время клюёт в пятки                  | Time Wounds All Heels                             |
| 1942 | рассказ | Странная участь Флойда Скрилча       | The Weird Doom of Floyd Scrilch                   |
| 1942 | рассказ | Бесстрашные люди                     | Men Scared of Nothing                             |
| 1943 | рассказ | Индийский знак                       | Indian Sign                                       |
| 1943 | рассказ | Знакомьтесь, мистер Убийца           | Meet Mr. Murder                                   |
| 1943 | рассказ | Машина, изменившая историю           | The Machine that Changed History                  |
| 1943 | рассказ | Собственные похороны                 | It’s Your Own Funeral                             |
| 1943 | рассказ | Чёрный обмен                         | Black Barter                                      |
| 1943 | рассказ | Бутыль джина                         | A Bottle of Gin                                   |
| 1943 | рассказ | Шанс для призраков                   | The Chance of a Ghost                             |
| 1943 | рассказ | Ненасытный дракон                    | The Eager Dragon                                  |
| 1943 | рассказ | Планета страха                       | The Fear Planet                                   |
| 1943 | рассказ | Джин с коричневыми волосами          | Genie With the Light Brown Hair                   |
| 1943 | рассказ | Головорез из Рангуна                 | The Goon from Rangoon                             |
| 1943 | рассказ | Лошадь Левши Фипа                    | A Horse on Lefty Feep                             |
| 1943 | рассказ | Это случилось завтра                 | t Happened Tomorrow                               |
| 1943 | рассказ | Левша Фип попадает в ад              | Lefty Feep Catches Hell                           |
| 1943 | рассказ | Левша Фип и робот-гонщик             | Lefty Feep and the Racing Robot                   |
| 1943 | рассказ | Никогда не верь демону               | Never Trust a Demon                               |
| 1943 | рассказ | Ничего не происходит с Левшой Фипом  | Nothing Happens to Lefty Feep                     |
| 1943 | рассказ | Скелет в шкафу                       | The Skeleton in the Closet                        |
| 1943 | рассказ | Оцепеневший                          | Stuporman                                         |
| 1943 | рассказ | Левшу Фипа не проведёшь              | You Can’t Kid Lefty Feep                          |
| 1943 | рассказ | Почти человек                        | Almost Human                                      |
| 1943 | рассказ | Чёрный мозг                          | The Black Brain                                   |
| 1943 | рассказ | Сказка                               | Fairy Tale                                        |
| 1943 | рассказ | Тайна ожившей одежды                 | Mystery of the Creeping Under                     |
| 1943 | рассказ | Фантом из фильма                     | Phantom from the Film                             |
| 1943 | рассказ | Ваш друг Джек Потрошитель            | Yours Truly, Jack the Ripper                      |
| 1944 | рассказ | Глаз Медузы                          | Eye of Medusa                                     |
| 1944 | рассказ | Песня на ужин                        | Singe for Your Supper                             |
| 1944 | рассказ | Смерть это вампир                    | Death Is a Vampire                                |
| 1944 | рассказ | Мой брат — нетопырь                  | The Bat Is My Brother                             |
| 1944 | рассказ | Звери Барсака                        | The Beasts of Barsac                              |
| 1944 | рассказ | Расписка на голубой квитанции        | The Devil’s Ticket                                |
| 1944 | рассказ | Железная маска                       | Iron Mask                                         |
| 1944 | рассказ | Крошечный мир                        | Крошечный мир                                     |
| 1944 | рассказ | Арабский кошмар Левши Фипа           | Арабский кошмар Левши Фипа                        |
| 1944 | рассказ | Левша Фип во времени                 | Левша Фип во времени                              |
| 1944 | рассказ | Расписка на голубой квитанции        | The Devil’s Ticket                                |
| 1945 | рассказ | Человек, который кричал «Волк!»      | The Man Who Cried «Wolf!»                         |
| 1945 | рассказ | Череп маркиза де Сада                | The Skull of the Marquis de Sade                  |
| 1945 | рассказ | ТПД — Труп при доставке              | C.O.D. — Corpse On Delivery                       |
| 1945 | рассказ | Сын Распутина                        | Son of Rasputin                                   |
| 1945 | рассказ | Ожерелье из пальцев                  | The Finger Necklace                               |
| 1945 | рассказ | Куриная история                      | Lefty Feep Gets Henpecked                         |
| 1945 | рассказ | Человек, который кричал «Волк!»      | The Man Who Cried «Wolf!»                         |
| 1945 | рассказ | Рейс на Марс                         | One Way to Mars                                   |
| 1945 | рассказ | Душа на продажу                      | Soul Proprietor                                   |
| 1946 | рассказ | И домовой утащит вас                 | The Bogey Man Will Get You                        |
| 1946 | рассказ | Енох                                 | Enoch                                             |
| 1946 | рассказ | «Лиззи Борден, взяв топорик…»        | Lizzie Borden Took an Axe…                        |
| 1946 | рассказ | Скелет в моем шкафу                  | Skeleton In My Closet                             |
| 1946 | рассказ | Нож и горло                          | The Knife and the Throat                          |
| 1946 | рассказ | Высокая петля                        | The Noose Hangs High                              |
| 1946 | рассказ | Но лишь страдания                    | But Doth Suffer                                   |
| 1946 | рассказ | Леденящий страх                      | Frozen Fear                                       |
| 1946 | рассказ | Человек, говоривший правду           | The Man Who Told the Truth                        |
| 1946 | рассказ | Адский фонограф                      | Satan’s Phonograph                                |
| 1946 | рассказ | Сборище деревьев                     | Tree’s a Crowd                                    |
| 1947 | рассказ | Голова для его носилок!              | A Head for His Bier!                              |
| 1947 | рассказ | Обманщики                            | The Cheaters                                      |
| 1947 | рассказ | Безумный учёный                      | The Mad Scientist                                 |
| 1947 | рассказ | Прекрасное — прекрасной              | Sweets to the Sweet                               |
| 1948 | рассказ | Котовник                             | Catnip                                            |
| 1948 | рассказ | Перемена в сердце                    | Change of Heart                                   |
| 1948 | рассказ | Дух-проводник                        | The Indian Spirit Guide                           |
| 1948 | рассказ | Прямиком с Марса                     | Strictly from Mars                                |
| 1948 | рассказ | Туннель любви                        | The Tunnel of Love                                |
| 1949 | рассказ | Невыразимая помолвка                 | The Unspeakable Betrotha                          |
| 1949 | рассказ | Цветочное подношение                 | Floral Tribute                                    |
| 1949 | рассказ | Ученик чародея                       | The Sorcerer’s Apprentice                         |
| 1949 | рассказ | Таинственный остров доктора Норка    | The Strange Island of Dr. Nork                    |
| 1949 | рассказ | Дьяволопоклонники                    | Satan’s Servants                                  |
| 1949 | рассказ | Невыразимая помолвка                 | The Unspeakable Betrothal                         |
| 1950 | рассказ | Тень с колокольни                    | The Shadow from the Steeple                       |
| 1950 | рассказ | «Дьявол с тобой!»                    | «The Devil With You!»                             |
| 1950 | рассказ | Конец верёвки                        | End of Your Rope                                  |
| 1950 | рассказ | Девица с Марса                       | The Girl from Mars                                |
| 1950 | рассказ | Охотник за головами                  | The Head Hunter                                   |
| 1950 | рассказ | Тень с колокольн                     | The Shadow from the Steeple                       |
| 1950 | рассказ | Расскажи свою судьбу                 | Tell Your Fortune                                 |
| 1950 | рассказ | Зуб — или будет хуже                 | Tooth or Consequences                             |
| 1950 | рассказ | Странный портной                     | The Weird Tailor                                  |
| 1950 | рассказ | Все остальное пыль                   | All Else Is Dust                                  |
| 1950 | рассказ | Давай сделаем это по-моему           | Let’s Do It My Way                                |
| 1951 | рассказ | Голодный дом                         | The Hungry House                                  |
| 1951 | повесть | Мёртвые не умирают!                  | The Dead Don’t Die!                               |
| 1951 | рассказ | Записки, найденные в пустом доме     | Notebook Found in the Deserted House              |
| 1953 | рассказ | С любовью к поэзии                   | Let’s Do It for Love                              |
| 1954 | рассказ | Мистер Стейнвей                      | Mr. Steinway                                      |
| 1956 | рассказ | Богатое воображение                  | A Good Imagination                                |
| 1956 | рассказ | Люблю блондинок                      | I Like Blondes                                    |
| 1956 | рассказ | Жемчужное ожерелье                   | String of Pearls                                  |
| 1956 | рассказ | Кошмар в ночи                        | Terror in the Night                               |
| 1956 | рассказ | Испытание                            | Try This for Psis                                 |
| 1956 | рассказ | Край воды                            | Water’s Edge                                      |
| 1957 | рассказ | Удача                                | Luck Is No Lady                                   |
| 1957 | рассказ | Его хобби                            | Man With a Hobby                                  |
| 1957 | рассказ | Настоящий друг                       | The Real Bad Friend                               |
| 1958 | рассказ | Ужас в бухте Головорезов             | Terror in Cut-Throat Cove                         |
| 1958 | рассказ | Интеллигент                          | Egghead                                           |
| 1958 | рассказ | История Бэтси Блэйк                  | Betsy Blake Will Live Forever                     |
| 1958 | рассказ | Спящая красавица                     | Sleeping Beauty                                   |
| 1958 | рассказ | Поезд в ад                           | That Hell-Bound Train                             |
| 1958 | рассказ | Честное слово                        | Word of Honor                                     |
| 1958 | рассказ | Венгерская рапсодия                  | Hungarian Rhapsody                                |
| 1959 | рассказ | Двойное убийство                     | Double-Cross                                      |
| 1959 | рассказ | Вечерняя школа                       | Night School                                      |
| 1960 | рассказ | Хобо                                 | Hobo                                              |
| 1961 | рассказ | Вдали от всех                        | A Home Away from Home                             |
| 1963 | рассказ | Вельзевул                            | Beelzebub                                         |
| 1965 | рассказ | Тихие похороны                       | A Quiet Funeral                                   |
| 1967 | рассказ | Живой мертвец                        | The Living Dead                                   |
| 1967 | рассказ | Игрушка для Джульетты                | A Toy for Juliette                                |
| 1971 | рассказ | Ярмарка животных                     | The Animal Fair                                   |
| 1971 | рассказ | Гамлета играл убийца                 | The Play’s the Thing                              |
| 1972 | рассказ | Во веки веков — и да будет так!      | Forever and Amen                                  |
| 1973 | рассказ | Смотрите, как они бегут              | See How They Run                                  |
| 1975 | рассказ | Модел                                | The Model                                         |
| 1977 | рассказ | Глас вопиющего                       | But First These Words                             |
| 1977 | рассказ | Что увидишь — то получишь            | What You See Is What You Get                      |
| 1978 | рассказ | Фотография                           | Picture                                           |

### Сборники
| Год | Тип      | Название | Оригинальное название |
| --- | -------- | --- | --- |
|     | Сборники | | The Opener of the Way (1945) |
|     | Сборники | | Sea Kissed (1945) |
|     | Сборники | | Terror in the Night and Other Stories (1958) |
|     | Сборники | | Pleasant Dreams—Nightmares (1960) |
|     | Сборники | | Blood Runs Cold (1961) |
|     | Сборники | | Nightmares (1961) |
|     | Сборники | | More Nightmares (1962) |
|     | Сборники | | Yours Truly, Jack the Ripper (1962) |
|     | Сборники | | Atoms and Evil (1962) |
|     | Сборники | | Bogey Men (1963) |
|     | Сборники | | Horror-7 (1963) |
|     | Сборники | | 15 Grusel-Stories [German] (1964) |
|     | Сборники | | Tales in a Jugular Vein (1965) |
|     | Сборники | | The Skull of the Marquis de Sade (1965) |
|     | Сборники | | Chamber of Horrors (1966) |
|     | Сборники | | Die Göttin der Weisheit und andere Stories [German] (1967) |
|     | Сборники | | The Living Demons (1967) |
|     | Сборники | | Ladies' Day / This Crowded Earth (1968) |
|     | Сборники | | Dragons and Nightmares (1969 |
|     | Сборники | | Troost me, mijn robot [Dutch] (1970) |
|     | Сборники | | Fear Today, Gone Tomorrow (1971) |
|     | Сборники | | Parlez-moi d’horreur… [French] (1973) |
|     | Сборники | | Contes de terreur [French] (1974) |
|     | Сборники | | Gravely, Robert Bloch (1976) |
|     | Сборники | | House of the Hatchet (1976) |
|     | Сборники | | Cold Chills (1977) |
|     | Сборники | | The King of Terrors (1977) |
|     | Сборники | | The Laughter of a Ghoul / What Every Young Ghoul Should Know (1977) |
|     | Сборники | | The Best of Robert Bloch (1977) |
|     | Сборники | | Out of the Mouths of Graves (1979) |
|     | Сборники | | Such Stuff As Screams Are Made Of (1979) |
|     | Сборники | | Pleasant Dreams (1979) |
|     | Сборники | | La boîte à maléfices de Robert Bloch [French] (1981) |
|     | Сборники | | Mysteries of the Worm (1981) |
|     | Сборники | | Le démon noir [French] (1983) |
|     | Сборники | | Twilight Zone: The Movie (1983) |
|     | Сборники | | Le train pour l’enfer [French] (1984) |
|     | Сборники | | Les yeux de la momie [French] (1984) |
|     | Сборники | | Nounours est pyromane [French] (1984) |
|     | Сборники | | Récits de terreur [French] (1984) |
|     | Сборники | | L’homme qui criait au loup [French] (1985) |
|     | Сборники | | Out of My Head (1986) |
|     | Сборники | | Les cadavres ne meurent jamais [French] (1986) |
|     | Сборники | | Midnight Pleasures (1987) |
|     | Сборники | | Fear and Trembling (1989) |
|     | Сборники | | Allarme sulla Terra [Italian] (1990) |
|     | Сборники | | Frère de la chauve-souris [French] (1992) |
|     | Сборники | | Pehmustettu selli ja muita kauhun paikkoja [Finnish] (1994) |
|     | Сборники | | The Early Fears (1994) |
|     | Сборники | | L’embarquement pour Arkham [French] (1994) |
|     | Сборники | | Robert Bloch: Appreciations of the Master (1997) |
|     | Сборники | | Flowers from the Moon and Other Lunacies (1998) |
|     | Сборники | | Les neuf cercles du crime [French] (2000) |
|     | Сборники | | Yours Truly, Jack the Ripper (2011) |
|     | Сборники | The Faceless God (2015): - Robert Bloch. The Faceless God (short story, 1936) - Robert Bloch. Opener of Ways (short story, 1936) - Robert Bloch. The Bubastis Brood (short story, 1937) - Robert Bloch. The Mystery of Sebek (short story, 1937) - Robert Bloch. Eyes of the Mummy (short story, 1938) - Robert Bloch. Temple of the Black Pharaoh (short story, 1937) - Robert Bloch. Bugs (short story 1938) - Robert M. Price. Egyptian Stories by Robert Bloch, 1993) | Безликий бог (2015): - Роберт Блох. Безликий бог (рассказ, 1936) - Роберт Блох. Открывающий пути (рассказ, 1936) - Роберт Блох. Выводок Бубастис (рассказ, 1937) - Роберт Блох. Тайна Себека (рассказ, 1937) - Роберт Блох. Глаза мумии (рассказ, 1938) - Роберт Блох. Храм Чёрного Фараона (рассказ, 1937) - Роберт Блох. Жуки (рассказ 1938) - Роберт М. Прайс. Египетские рассказы Роберта Блоха, 1993) |

## Премии и награды
- 1959, Hugo Award в категории «Лучший рассказ» за «Поезд в ад» / «That Hell-Bound Train» (1958).
- 1975, World Fantasy Award. За заслуги перед жанром (Life Achievement).
- 1984, Hugo Award. Специальная награда (50 years as an SF professional Hugo Special Award).
- 1989, Bram Stoker Awards. Заслуги перед жанром (Life Achievement).
- 1993, Bram Stoker Awards. Публицистика (Superior Achievement in Non-Fiction). «Once Around the Bloch: An Unauthorized Autobiography» (1993).
- 1994, Bram Stoker Awards. Авторский сборник (Collection). «The Early Fears» (1994).
- 1994, Bram Stoker Awards. Лучшие достижения в Long Fiction. «The Scent of Vinegar» (1994).

## Экранизации
Ниже приводится список фильмов, снятых по мотивам книг Блоха. Также Блох писал сценарии к фильмам и телесериалам.

### Избранная фильмография
| Наименование (русск.)     | Наименование (лат.)          | Режиссёр                     | Год  | Страна |   | Жанр               | IMDb | IMDb                |  |
| ------------------------- | ---------------------------- | ---------------------------- | ---- | ------ | - | ------------------ | ---- | ------------------- |  |
| Психо                     | Psycho                       | Альфред Хичкок               | 1960 | США    | ф | триллер, ужасы     | 8.7  | Фильм на сайте IMDb |  |
|                           | Lock Up                      |                              | 1960 | США    | c | криминальная драма | 7.9  | Фильм на сайте IMDb |  |
|                           | The Couch                    | Оуэн Крамп                   | 1962 | США    | ф | ужасы              | 6.5  | Фильм на сайте IMDb |  |
| Кабинет Калигари          | The Cabinet of Caligari      | Roger Kay                    | 1962 | США    | ф | ужасы              | 5.8  | Фильм на сайте IMDb |  |
| Смирительная рубашка      | Strait-Jacket                | Уильям Касл                  | 1964 | США    | ф | ужасы              | 6.8  | Фильм на сайте IMDb |  |
|                           | The Night Walker             | Уильям Касл                  | 1964 | США    | ф | ужасы              | 6.5  | Фильм на сайте IMDb |  |
| Череп                     | The Skull                    | Фредди Френсис               | 1965 | США    | ф | ужасы              | 0    | Фильм на сайте IMDb |  |
| Психопат                  | The Psychopath               | Фредди Френсис               | 1966 | США    | ф | ужасы              | 6.0  | Фильм на сайте IMDb |  |
| Сад пыток                 | Torture Garden               | Фредди Френсис               | 1967 | США    | ф | ужасы              | 6.2  | Фильм на сайте IMDb |  |
| Пчёлы-убийцы              | The Deadly Bees              | Фредди Френсис               | 1967 | США    | ф | ужасы              | 3.1  | Фильм на сайте IMDb |  |
|                           | Journey to Midnight          | Рой Уорд Бейкер, Алан Гибсон | 1968 | США    | ф | ужасы              | 3.4  | Фильм на сайте IMDb |  |
| Дом, где стекает кровь    | The House That Dripped Blood | Питер Даффелл                | 1970 | США    | ф | ужасы              | 6.6  | Фильм на сайте IMDb |  |
| Лечебница                 | Asylum                       | Рой Уорд Бейкер              | 1972 | США    | ф | ужасы              | 6.5  | Фильм на сайте IMDb |  |
|                           | The Cat Creature             | Curtis Harrington            | 1973 | США    | c | ужасы              | 6.1  | Фильм на сайте IMDb |  |
| Мёртвые не умирают        | The Dead Don’t Die           | Curtis Harrington            | 1974 | США    | c | ужасы              | 5.4  | Фильм на сайте IMDb |  |
| Возвращение капитана Немо | The Return of Captain Nemo   |                              | 1978 | США    | ф | ужасы              | 0    | Фильм на сайте IMDb |  |
| Психо                     | Psycho                       | Гас Ван Сент                 | 1998 | США    | ф | ужасы              | 4.6  | Фильм на сайте IMDb |  |

Позже, развивая истории персонажей романа «Психо», были сняты фильмы «Психо 2», «Психо 3», «Психо 4: В начале», «Мотель Бейтса» и телесериал «Мотель Бейтса»; они не являются экранизациями.